# Radioznacznik
Radioznacznik – substancja chemiczna zawierająca nuklidy promieniotwórcze, wykorzystywana do badania różnych zjawisk fizycznych i chemicznych, a przede wszystkim w diagnostyce medycznej. Radioznaczniki mogą być wytwarzane sztucznie, jak i być pochodzenia naturalnego (np. związki węgla zawierające izotop C-14). 
Metoda radioznacznikowa opiera się na wprowadzeniu izotopów promieniotwórczych do badanego obiektu lub organizmu, a następnie prowadzenia rejestracji natężenia promieniowania pochodzącego od znacznika, za pomocą radiometrycznych torów pomiarowych (detektorów scyntylacyjnych, półprzewodnikowych lub innych). Dobór radioznaczników powinien uwzględniać charakter badanego zjawiska, dlatego wybrany izotop powinien mieć własności fizyczne i chemiczne, a często i biologiczne, jak najbardziej zbliżone do ośrodka, w którym zostaje umieszczony. Przy prowadzeniu tego typu badań istotne jest zachowanie odpowiedniego poziomu bezpieczeństwa radiologicznego, stąd  na prowadzenie wszelkich prac z radioizotopami niezbędne jest zezwolenie Państwowej Agencji Atomistyki oraz zatrudnienie inspektora ochrony radiologicznej (z uprawnieniami co najmniej IOR-2). Przy projektowaniu eksperymentów z radioznacznikami należy uwzględnić ich energię promieniowania, aktywność oraz czas połowicznego rozpadu (w przypadku organizmów biologicznych okres półtrwania), zgodnie z zasadą ALARA.
Niektóre zastosowania radioznaczników:
- chemia – badanie kinetyki reakcji chemicznych, stężeń stechiometrycznych, procesów korozji jądrowej, dyfuzji w ciałach stałych (P-32, S-35, I-131)
- fizyka przemysłowa – badanie procesów hydrometalurgicznych (w tym związanych z przeróbką rud metali), hydrotransportu wielofazowego, zjawisk mieszania, fluidyzacji, szczelności zbiorników i rurociągów  (np. Na-24, Tc-99m, Ir-192, Br-82)
- diagnostyka medyczna – tomografia PET, SPECT, scyntygrafia (np. Tc-99m, I-131, 0-15, C-11, N-13, F-18, Rb-82).